# Kunna dessa ögon ljuga?
Kunna dessa ögon ljuga? är en amerikansk film från 1937 i regi av Wesley Ruggles.

## Handling
Helen är gift med advokaten Kenneth. De har helt olika personligheter. Helen drar sig inte det minsta för att ständigt ljuga för att nå sina mål, medan Kenneth är helt ärlig så till den grad att han i sitt yrke vägrar försvara personer han vet är skyldiga.

## Rollista
- Carole Lombard - Helen Bartlett
- Fred MacMurray - Kenneth Bartlett, advokat
- John Barrymore - Charley Jasper
- Una Merkel - Daisy
- Porter Hall - Mr. Hartman
- Edgar Kennedy - Darsey
- Lynne Overman - Bartender
- Irving Bacon - rättsläkare
- Fritz Feld - butler
- Richard Carle - domare
- Hattie McDaniel - Ella